# VIVA
Pour les articles homonymes, voir Viva.
 (juillet 2025).
Si vous disposez d'ouvrages ou d'articles de référence ou si vous connaissez des sites web de qualité traitant du thème abordé ici, merci de compléter l'article en donnant les références utiles à sa vérifiabilité et en les liant à la section « Notes et références ».
VIVA est une chaîne de télévision musicale allemande du groupe Viacom International Media Networks Europe, active entre 1993 et 2018. Durant son existence, elle est diffusée notamment sur le satellite Astra 1 à 19,2°E.

## Histoire
La chaîne est créée en 1993 par le groupe Time Warner et dirigée par Dieter Gorny. Cette chaîne a été créée pour contrer MTV, bien qu'elle fera partie plus tard du groupe Viacom, lui-même propriétaire du groupe MTV. Le 21 mars 1995, une deuxième chaîne est lancée sous le nom de VIVA Zwei. Sa programmation se concentre sur les groupes et chanteurs les moins connus. La même année, VIVA crée une cérémonie des stars baptisée VIVA Comet dont le principe est similaire aux MTV Video Music Awards de MTV.
En 2000, VIVA prend une participation dans la chaîne suisse Swizz Music Television qui devient, à cette occasion, VIVA Schweiz. VIVA prendra la majorité des parts en 2002 et la chaîne sera renommée VIVA Schweiz. Toujours en 2002, c'est au tour de VIVA Zwei d'être rebaptisée en VIVA Plus. Cette dernière cesse d'émettre le 14 janvier 2007 pour laisser place à la version allemande de Comedy Central. 
Des déclinaisons de la chaîne sont lancées en Pologne et en Hongrie. VIVA est lancée au Royaume-Uni et en Irlande le 26 octobre 2009, en remplacement de TMF (en).
En 2011, la chaîne commence à diffuser ses programmes en Haute Définition sous le nom de VIVA HD. En septembre 2014, VIVA et Nickelodeon ont échangé leurs fréquences allemandes, partageant désormais leur canal avec la version allemande de Comedy Central avec des horaires réduits. La version hongroise est remplacée par la version européenne de MTV Hits le 3 octobre 2017 et la version polonaise de la chaîne est remplacée par MTV Music le 17 octobre 2017. La version anglaise de Viva s'arrête le 31 janvier 2018. Viva cesse ses émissions le 31 décembre 2018 à 14 h. La version allemande de Comedy Central a repris l'antenne et diffuse maintenant ses programmes 24h/24.

## Identité visuelle (logo)

Premier logo de VIVA Allemagne (1993-2011).
Ancien Logo de VIVA Allemagne, VIVA Autriche et VIVA Suisse (2011-2018).

## Musique
Dans les années 1990, VIVA passe les musiques pop, hits. Quand MTV a racheté la chaîne, celle-ci diffusait probablement ce qu'aurait proposé MTV si elle ne diffusait pas d'émissions de télé-réalité.

## Programmes
- Mayday (festival de musique)
- Love Parade
- Club Rotation
- Viva Hip-hop
- Party, Bruder!
- Viva TOP 100
- Friendzone
- Futurama
- Game One
- Mixery Massive Music
- Pranked
- Punk'D
- Ridiculousness
- MTV Top 10